# Western Hockey League
La Western Hockey League (en español: Liga de Hockey del Oeste y a menudo nombrada por sus siglas WHL) era una liga estadounidense de hockey sobre hielo profesional, de carácter menor, que operó desde 1952 a 1974. Fue creada por el propietario de las también ligas menores Pacific Coast Hockey League y Western Canada Senior Hockey League. A lo largo de los 60, la WHL se movió entre los extensos mercados de la costa oeste norteamericana como Los Ángeles y San Francisco, y fue el miedo de que la WHL se convirtiera en una liga mayor enemiga lo que propició la expansión de la National Hockey League en la temporada 1967-68.
Entre las temporadas 1965-66 y 1967-68, los equipos de la WHL jugaron un calendario mixto con los componentes de la American Hockey League. Una enorme cantidad de grandes talentos convertidos en fracaso, y la expansión de la NHL y la World Hockey Association forzaron la desaparición de esta liga en la temporada 1973-74.